# Lauren Buglioli
Lauren Buglioli es una actriz estadounidense.

## Vida y carrera
Buglioli nació en Los Ángeles, California, pero se crio en Londres. Más tarde regresó a Estados Unidos y vivió en Nueva York durante diez años antes de mudarse a Atlanta para actuar en las series de televisión Tyler Perry's Young Dylan, The Oval, Dinastía y Queens. Interpretó papeles menores en las películas Unstoppable (2004) y Bad Boys for Life (2020) y en 2020 interpretó el papel principal en la película de suspenso Transference. Al año siguiente, protagonizó tres películas para el canal LMN: Brutal Bridesmaids, Best Friends Forever y Secrets on Sorority Row. En 2022, interpretó el papel principal en la película de comedia de terror Courtney Gets Possessed y apareció en la película dramática de época A Jazzman's Blues. Al año siguiente, coprotagonizó la miniserie Florida Man de Netflix y tuvo un papel secundario en la película de suspenso Cinnamon.
En 2024, apareció en las películas The Neon Highway y The Great Lillian Hall y tuvo un papel recurrente en la serie de comedia dramática Bad Monkey de Apple TV+, protagonizada por Vince Vaughn. Ese mismo año, fue elegida para interpretar a Vanessa McBride en la telenovela Beyond the Gates de CBS, a estrenarse a principios de 2025.

## Filmografía
| Año  | Título                  | Papel           | Notas         |
| ---- | ----------------------- | --------------- | ------------- |
| 2004 | Unstoppable             | Holly           |               |
| 2015 | A Burial Hymn           | Meaghan         | Cortometraje  |
| 2019 | Cupcake                 | Mrs. Nealon     | Cortometraje  |
| 2020 | Bad Boys for Life       | Reporter        | Sin acreditar |
| 2020 | Transference            | Camille         |               |
| 2021 | Horror Noire            | Ashley          |               |
| 2022 | Labor, Lies and Murder  | Jade            |               |
| 2022 | Vendetta                | Jen Duncan      |               |
| 2022 | White Elephant          | Tomi Lorenzo    |               |
| 2022 | Courtney Gets Possessed | Courtney Harper |               |
| 2022 | A Jazzman's Blues       | Margaret        |               |
| 2022 | The Lick                | Jimmy           | Cortometraje  |
| 2023 | Under His Influence     | Lori            |               |
| 2023 | Cinnamon                | Heather         |               |
| 2024 | The Neon Highway        | Ginny's Mom     |               |
| 2024 | The Great Lillian Hall  | Dunyasha        |               |
| 2024 | Freedom Hair            | News Reporter   |               |

| Año  | Título                    | Papel         | Notas                                           |
| ---- | ------------------------- | ------------- | ----------------------------------------------- |
| 2003 | Star                      | Tallulah      | 7 episodios                                     |
| 2004 | Shane                     | Audrey        | Episodio: "1.1"                                 |
| 2014 | Your Worst Nightmare      | Peggy Klinke  | Episodio: "No Escape"                           |
| 2019 | Raising Dion              | Nurse         | Episodio: "Issue #107: Why So Vomity?"          |
| 2020 | Tyler Perry's Young Dylan | Ms. Holt      | Episodio: "Speechless"                          |
| 2020 | The Oval                  | Nurse Linda   | Episodios: "Clueless" and "Call of Duty"        |
| 2021 | Brutal Bridesmaids        | Holly         | Telefilme                                       |
| 2021 | Best Friends Forever      | Lucy Hayden   | Telefilme                                       |
| 2021 | Secrets on Sorority Row   | Stacey        | Telefilme                                       |
| 2021 | Dinastía                  | Michelle      | Episodio: "Your Sick and Self-Serving Vendetta" |
| 2021 | Queens                    | Dana Murphy   | Episodio: "1999"                                |
| 2022 | FBI                       | Mrs. Leone    | Episodio: "Flopped Cop"                         |
| 2022 | First Wives Club          | Linda         | Episodio: "The Way You Do the Things You Do"    |
| 2023 | Florida Man               | Kaitlin Fox   | 7 episodios                                     |
| 2024 | Sistas                    | News Reporter | 3 episodios                                     |
| 2024 | Bad Monkey                | Heather       | 4 episodios                                     |